# アジアトゥデイ
アジアトゥデイ（朝:아시아투데이、英:Asia Today）は、2007年10月10日に創刊された大韓民国の日刊新聞である。本社所在地はソウル特別市。

## 概説
新聞、インターネット、放送、モバイル、出版などのマルチソース-マルチチャンネルシステムを構築し、様々な分野でリアルタイムに情報を提供する総合日刊紙である。2005年11月11日にオンライン新聞としてサービスを開始。同月15日には韓国インターネット新聞記者協会に加入し、2007年10月10日に総合日刊紙を創刊した。

## 論調
政治的性向、地域、理念などどちらか一方に偏らず、冷徹な視覚、客観的な目で報道する中道実用主義路線を堅持している。